# البويب (الخليل)
البويب إحدى قرى محافظة الخليل الفلسطينية، تقع الى الشرق من مدينة يطا، وجنوب مدينة الخليل بالضفة الغربية، وهي ضمن الأراضي التي احتلت عام 1967.

## السكان
بلغ عدد سكانها حوالي 728 نسمة، بحسب إحصائيات الجهاز المركزي للإحصاء الفلسطيني عام 2017، وهي ضمن مجلس قروي خلة الميّة والذي يضم (خلة المية، الديرات، الرفاعية، أم لصفة، سهل واد الماء، أم الشقحان).